# Nuevo Banco Italiano (Casa Matriz)
La casa matriz del Nuevo Banco Italiano es un edificio bancario de estilo neorrenacentista italiano, ubicado frente a la Plaza de Mayo, en el centro de la ciudad de Buenos Aires, Argentina. 
Hoy pertenece al BBVA Banco Francés, y se encuentra en el barrio de San Nicolás. En 2006 fue declarado Monumento Histórico Nacional.

## Historia

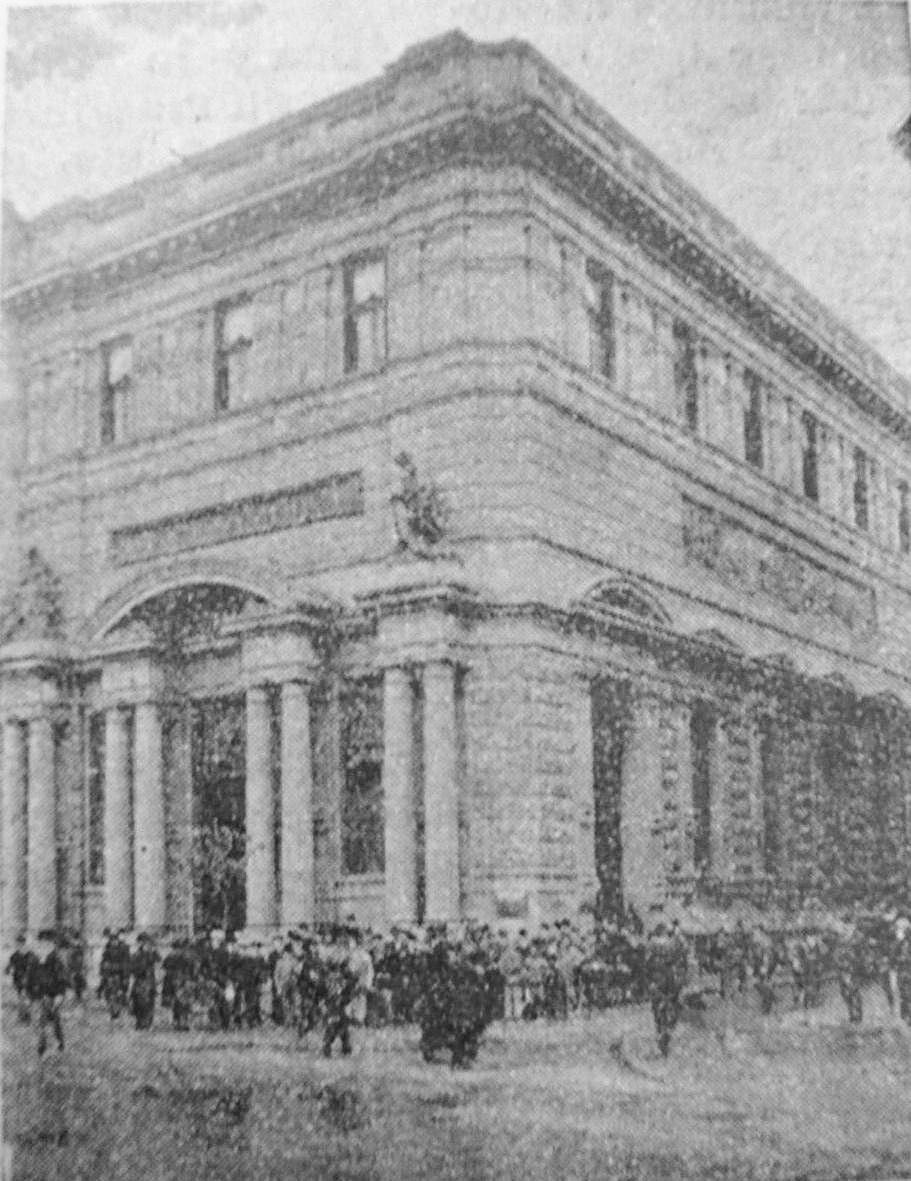
El antiguo edificio en 1902

El terreno hoy ocupado por este edificio fue de gran importancia desde la fundación de Buenos Aires por Juan de Garay en el año 1580, por hallarse frente a la Plaza Mayor (hoy Plaza de Mayo). En tiempos coloniales se encontraba allí la casa donde vivió Miguel de Azcuénaga, gobernador intendente de la ciudad de Buenos Aires en 1812.
En 1890 se terminó en esta reducida parcela el primer edificio del Nuevo Banco Italiano (fundado en 1887), proyectado por el arquitecto italiano Raúl Levacher. Rápidamente sus instalaciones quedaron cortas para la envergadura de la entidad financiera, y en 1929 se llamó un concurso dentro de la Sociedad Central de Arquitectos para proyectar una nueva sede, que también alojaría a la Compañía Nacional de Seguros Columbia.
La propuesta ganadora fue la de los arquitectos rosarinos Ermete De Lorenzi, Julio V. Otaola y Aníbal Rocca. La obra fue realizada por la empresa constructura Arienti y Maisterra.
El inmueble fue adquirido por el Banco de Crédito Argentino en 1974, y este a su vez fue absorbido por el BBVA Banco Francés en 1998.

## Descripción

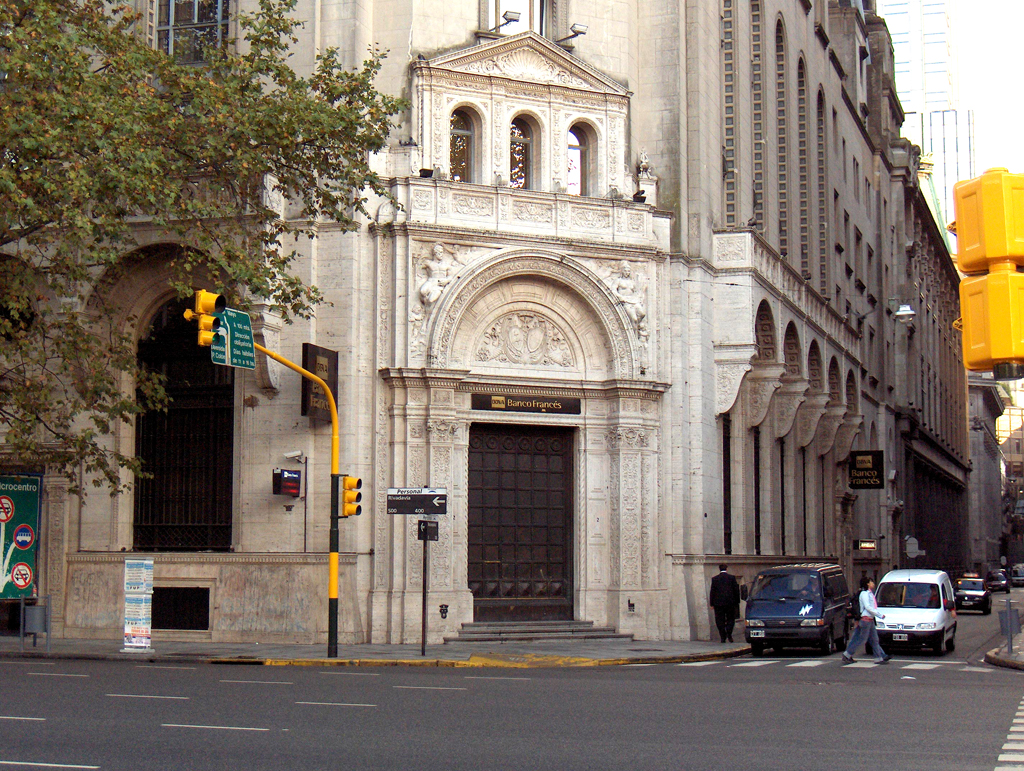
Acceso en la ochava, tallado en travertino

El proyecto resultó para sus autores un desafío, ya que el lote sobre el cual se tenía que levantar la obra era angosto, y a esto se sumaba la necesidad de una amplia ochava que redujo considerablemente la superficie del edificio. Además éste tuvo que ceñirse al gálibo impuesto por la Municipalidad, y el proyecto debió reformarse de su aspecto original.
El Nuevo Banco Italiano instaló su casa matriz ocupando los tres subsuelos, la planta baja, el entrepiso y tres pisos altos. La aseguradora Columbia ocupó el 4º piso, y los cuatro últimos se destinaron a oficinas de alquiler; con una entrada separada del acceso al banco.
El edificio contó con una escalera principal para la parte del banco, y otra para los pisos de oficinas. En total, 6 ascensores: 2 para el banco, 2 internos y 2 para las oficinas y Columbia.
También se instaló originalmente un sistema de tubos neumáticos, con ocho estaciones automáticas en circuito cerrado.

### Plantas

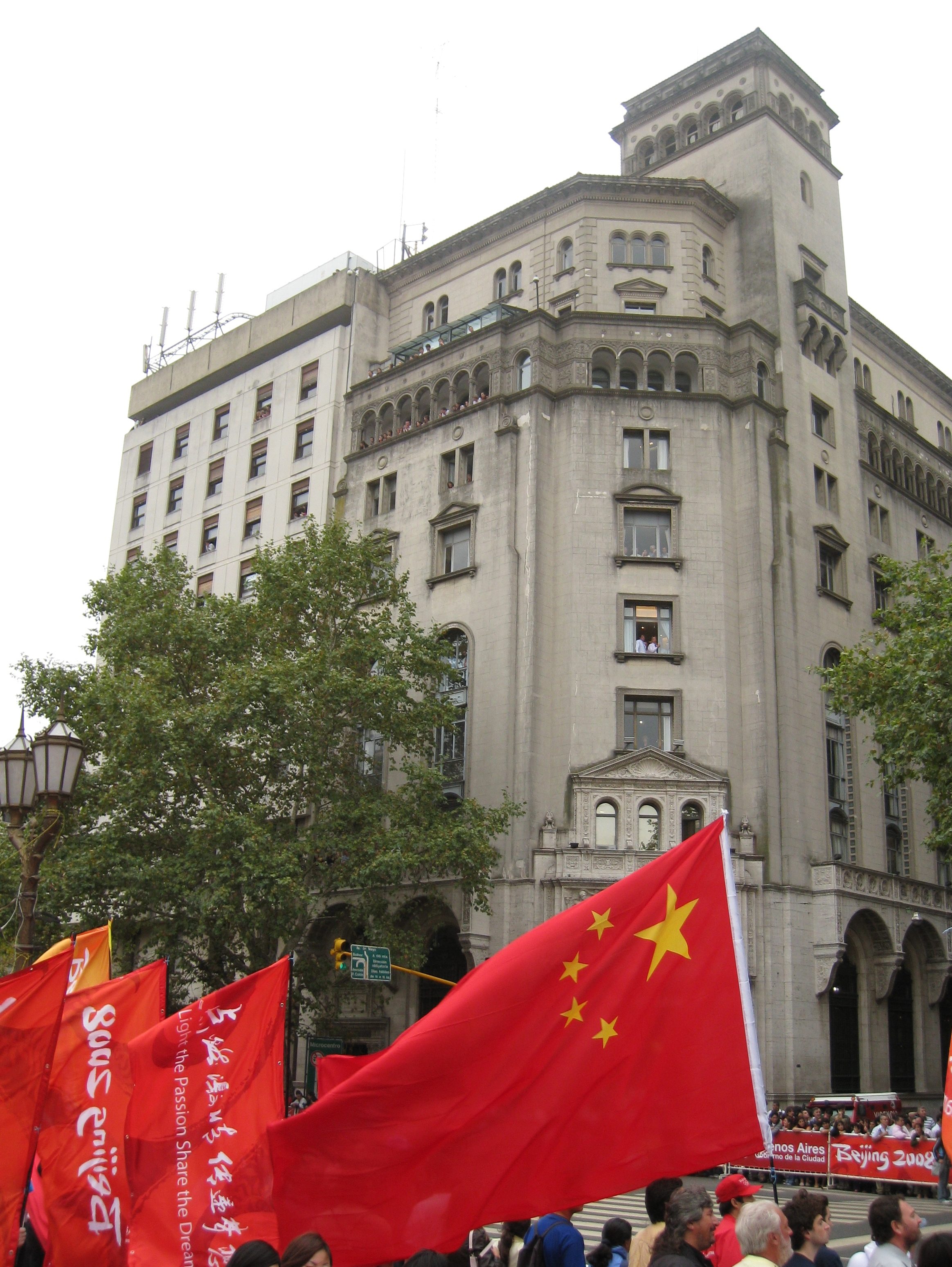
Paso de la antorcha olímpica de Pekín 2008 frente al edificio

En el 3º subsuelo se ubicó la sala de máquinas, en el 2º subsuelo diversos depósitos, en el 1º subsuelo el gran Tesoro, las cajas de seguridad y las oficinas de Títulos. El tesoro se instaló en una estructura aislada con elementos de sostén independientes del resto del edificio, con paredes de 2.000 toneladas de peso, y puertas de 18 toneladas. 
En la planta baja se encuentra el gran salón del banco (carente de columnas), donde originalmente se instalaron las oficinas de cuentas corrientes y cajas de ahorro, entre otras. Además, la gerencia y la contaduría. El entrepiso, brindando doble altura al salón del banco, alojó las oficinas de clearing, la secretaría y Descuentos (con un hall propio).
En el 1º piso se instalaron las oficinas internas del banco: contaduría, contralor, etc. En el 2º, el salón de asambleas y el directorio (ocupando 2 niveles), la presidencia, vicepresidencia, secretaría, la sala de reuniones y el departamento de Asuntos Legales. En el 3º piso se ubicó el comedor y sus dependencias.
El 4º piso, ocupado por Columbia, se distribuyó para ella de la siguiente manera: un hall de entrada, el gran salón de oficinas y público, el salón del directorio, la gerencia, un consultorio médico, etc.
Los últimos cuatro pisos se destinaron a 42 oficinas de alquiler, con toilettes y roperos particulares. 

### Estilo
De acuerdo a las raíces de la institución bancaria, el edificio fue realizado en estilo neorrenacentista italiano (siglo XV), no solo en su ornamentada fachada sino también en sus interiores e incluso en las oficinas de alquiler. Como una excepción, la aseguradora Columbia decidió que su piso estuviera realizado en estilo moderno.
La fachada fue tallada en piedra travertina italiana, el gran salón del bhanco fue revestido en mármol boticino y las barandas y otros objetos fueron realizados en bronce. La escalera principal fue revestida en Brecia Aurora rosada, y las entradas del banco en Giallo Siena. El gran salón de asambleas del 1º piso fue recubierto en nogal italiano esculpido, las oficinas y dependencias, en cedro y roble. Otros mármoles de revestimiento usados fueron: Napoleón, Verde Antic, Negro Belga, Lunel, etc.